# Cambarus hubrichti
Cambarus hubrichti е вид ракообразно от семейство Cambaridae.

## Разпространение и местообитание
Видът е разпространен в САЩ (Мисури).
Обитава пясъчните и скалисти дъна на сладководни басейни и потоци.